# Kvassó
Kvassó (szlovákul Kvašov) község Szlovákiában, a Trencséni kerületben, a Puhói járásban.

## Fekvése
Puhótól 11 km-re délnyugatra fekszik, egykor Horóchoz tartozott.

## Története
A mai település területén a korai bronzkorban a lausitzi kultúra, később a puhói kultúra települése állt.
1456-ban beiktatták Jablonowcz-i Gáspárt, Boldizsárt és Menyhértet Jablonowcz, Marsfalwa, Mykosfalwa, Kysterna, Waska, Quasow falvak teljes és Plewnik, valamint Kolochyn falvak részbirtokába. 1471-ben „Quazzow” alakban említik. 1504-ben „Kwaso”, 1598-ban „Kwassow” alakban szerepel. Lednic várának uradalmához tartozott. 1598-ban malom és 28 ház állt a községben. 1720-ban 18 adózója volt, közülük 12 zsellér. 1784-ben 69 házában 73 családban 376 lakosa élt.
A 18. század végén Vályi András így ír róla: „KVASSO. Nemes Kvassó. Tót fau Trentsén Várm. földes Ura Kvassay Uraság, fekszik Vág Beszterczének szomszédságában, mellynek filiája, határjában réttye, legelője, fája van; de földgye soványas.”
1828-ban 61 háza és 427 lakosa volt, akik mezőgazdasággal, fuvarozással foglalkoztak. A 19. században pálinkafőzdéje működött.
Fényes Elek 1851-ben kiadott geográfiai szótárában így ír a faluról: „Kvassó , Trencsén m. tót falu, Besztercze mellett: 160 kath., 16 zsidó lak. Kastély; urasági majorság; jó rét és legelő; sovány föld. F. u. Kvassay család. Ut. p. Trencsén.”
A trianoni békéig Trencsén vármegye Puhói járásához tartozott.

## Népessége
| Év:            | 1994. | 2004.   | 2014.   | 2024.   |
| -------------- | ----- | ------- | ------- | ------- |
| Emberek száma: | 683   | 658     | 661     | 636     |
| Eltérés:       |       | -3,66 % | +0,45 % | -3,78 % |

| Év:            | 2023. | 2024.   |
| -------------- | ----- | ------- |
| Emberek száma: | 643   | 636     |
| Eltérés:       |       | -1,08 % |

1910-ben 551, túlnyomórészt szlovák lakosa volt.
2001-ben 674 lakosából 670 szlovák volt.
2011-ben 671 lakosából 644 szlovák volt.

## Külső hivatkozások
- Községinfó
- Kvassó Szlovákia térképén
- E-obce.sk Archiválva 2008. szeptember 20-i dátummal a Wayback Machine-ben